# Hadí lázně
Hadí lázně jsou jednou z lázeňských budov severočeského města Teplice, jeho čtvrti Šanov. Po privatizaci roku 1990 byly opuštěny, jako lázně nyní nefungují. Jedná se o kulturní památku ČR.

## Historie
Byly postaveny v lázeňském městečku Šanov (dnes je čtvrtí Teplic) v roce 1796 jako klasicistní budova šest let před sousedními Kamennými lázněmi. Do stávající podoby byly přestavěny v letech 1838 až 1839 s průčelím do ulice, které daly lázně jméno, Hadí. Před stavbou kamenné budovy zde stál od roku 1773 přístřešek na nádrží s vodou. Své jméno získaly díky prohlubni s teplou vodou u budovy, kam se údajně stahovali hadi. Šanov se rozvíjel jako samostatná obec až do roku 1884, s Teplicemi se sloučil o 11 let později.
Zanedbaná a prázdná budova byla státem chráněná kulturní památka (č. 42821/5-2504), v seznamu vedena od 3. 5. 1958.
V roce 2006 chátrající objekt koupila firma JTH. O víkendu mezi 5. a 6. lednem 2019 se v neudržované a chátrající budově zřítila část římsy, stavební úřad teplického magistrátu proto nařídil majiteli firmy JTH, kterým je teplický developer Jaroslav Třešňák (který mj. nechal zbořit vzácné Městské lázně, přes protesty NPÚ a teplického stavebního úřadu zbořil i klasicistní dům z konce 18. století na Náměstí Svobody, a který vlastní kostel sv. Bartoloměje) budovu zajistit. Později úřad zajistil zpracování statických posudků, které prokázaly stabilitu stavby a za příčinu pádu římsy a vybočení zdiva označily zatékání střešním pláštěm, způsobené dlouhodobým zanedbáváním údržby, jejíž povinnost vyplývá z § 9, odst. 1 zákona 20/1987 Sb. Poté vydal nařízení o provedení "takových zabezpečovacích prací, aby zabránily dalšímu chátrání stavby". Tyto práce byly následně firmou JTH částečně provedeny.

### Zrušení památkové ochrany

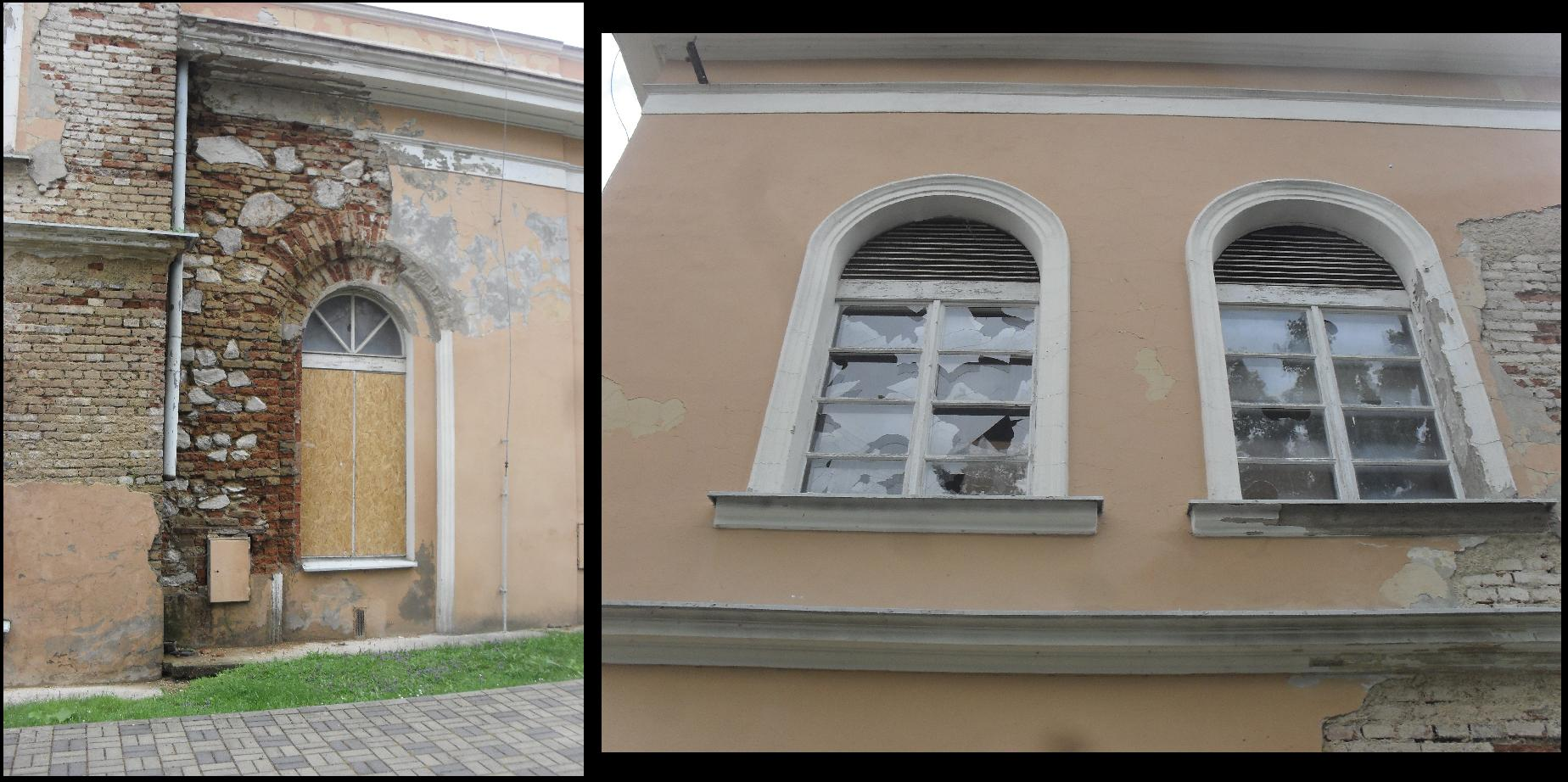
Vinou porevolučních nejasností a vlivem zásahů spekulantů nebyly tyto lázně odprodány (personál měl zájem budovu koupit a provozovat) a dodnes chátrají

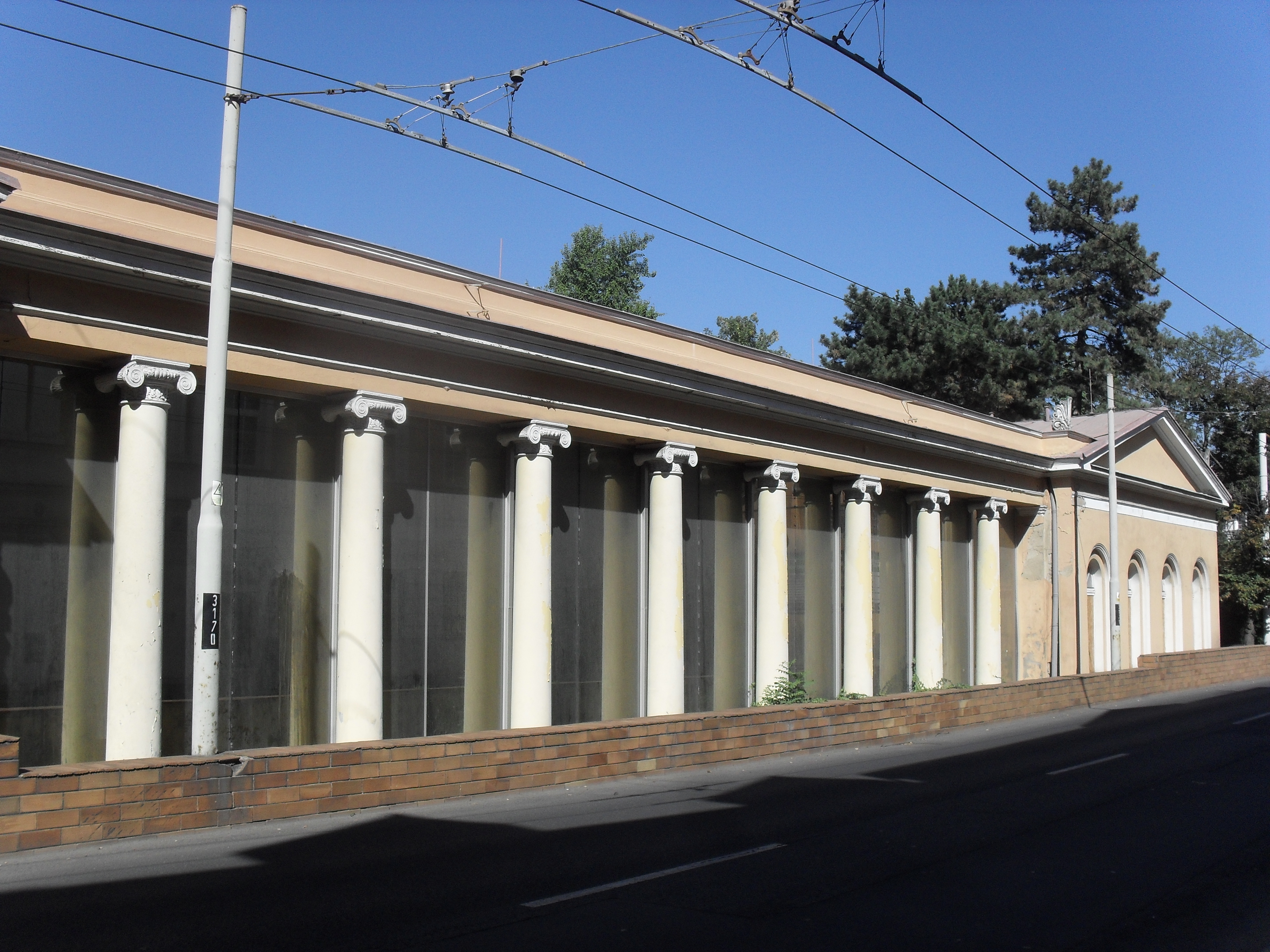
Lázeňská budova od ulice U Hadích lázní

Zvrat ve zhruba deset let trvajícím sporu podnikatele Jaroslava Třešňáka, který byl v roce 2018 významným sponzorem prezidentské kampaně Miloše Zemana, s památkáři a Ministerstvem kultury ČR nastal koncem července 2019, kdy rozkladová komise ministerstva kultury nečekaně změnila své stanovisko a vydala souhlas se zrušením památkové ochrany Hadích lázní. Antonín Staněk poté dne 31. července 2019 v posledních hodinách výkonu funkce ministra kultury památkovou ochranu lázní zrušil. Developerovi se tak uvolnila cesta ke zbourání této kulturní památky. Představitelé Národního památkového ústavu uvedli, že rozhodnutí bývalého ministra je v zásadním rozporu s nedávným rozhodnutím samotného ministerstva kultury z 8. července 2019 a s předchozími stanovisky.
Nový ministr kultury Lubomír Zaorálek 2. září 2019 oznámil, že zahájí přezkumné řízení.
V prosinci 2019 ministr kultury Lubomír Zaorálek zrušil rozhodnutí svého předchůdce Antonína Staňka o odnětí památkové ochrany objektu a Hadí lázně zůstávají kulturní památkou. Společnost Treinvest toto rozhodnutí napadla žalobou, Městský soud v Praze však ji však zamítl. Firma Treinvest poté podala proti rozhodnutí Městského soudu kasační stížnost, kterou v říjnu 2021 zamítl Nejvyšší správní soud.

## Umístění
Budova se nachází v lázeňské čtvrti města Teplice, s úřední adresou U Hadích lázní 1118, 415 01 Teplice. Z jejich druhé strany je park Sady Čs. armády, poblíž je několik dalších lázeňských budov. Do čtvrti je vedena doprava MHD, přímo u lázní mají svou zastávku trolejbusové linky 103 a 111 a autobusová 122. Kdysi zde jezdily tramvaje.[zdroj?] Od nádraží vede k Hadím lázním červeně značená turistická trasa, poblíž lázní začíná zeleně značená stezka, směřující z centra k Doubravské hoře.